# Концепт-кар

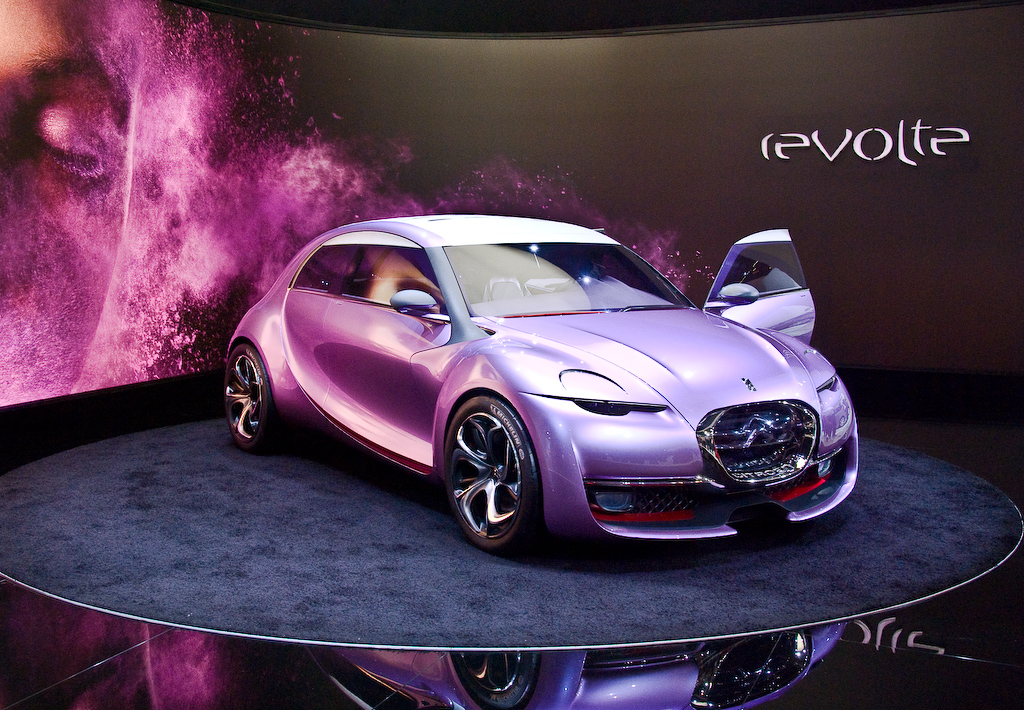
Концепт-кар Citroën Revolte на IAA 2009

Концепт-кар (англ. concept - ідея, car - автомобіль) — проєктний автомобіль, прототип, макет, призначений для публічної демонстрації намірів конкретної компанії в галузі автопроєктування та автобудування.
Концепт-кари - це ескізні проєкти найближчого майбутнього або фантазії на тему автомобілів далекого майбутнього та створюються для відпрацювання дизайнерських і технічних рішень. Крім того, концепт-кари сприяють створенню і підтримці образу тієї або іншої марки, слугують для зондування громадської думки або готують його до радикальних змін у дизайні або технічної складової, встановлюють свого роду орієнтир для стимулювання майбутніх досліджень і розробок.
Іноді навпаки — від демонстрації концепт-кару і до початку виготовлення на його базі нової серійної моделі може пройти всього декілька місяців.